# Louis Muderhwa
Louis Léonce Chirimwami Muderhwa était un homme politique congolais (République démocratique du Congo).
Originaire de la province du Sud-Kivu, il est élu député national de la ville de Bukavu pendant les élections générales de juillet 2006.
Le 21 mars 2008, il est élu gouverneur de la province du Sud-Kivu, en remplacement de Célestin Cibalonza, démissionnaire et victime d'une motion de censure au parlement provincial. Le 15 avril 2010, Muderhwa démissionne à son tour après être déchu de ses fonctions de gouverneur du Sud-Kivu,.